# Partner-Benachrichtigung
Die Partner-Benachrichtigung ist eine Methode zur Unterbrechung der Infektionskette bei sexuell übertragbaren Krankheiten. Auch in der deutschsprachigen Literatur findet sich mitunter gleichbedeutend der Anglizismus Partner-Notifikation.
Partner-Notifikation bedeutet, dass die Partner eines Menschen mit einer sexuell übertragbaren Krankheit informiert werden und an eine ärztliche Behandlung oder Beratung überwiesen werden. Möglicherweise infizierte Partner eines neu entdeckten Infizierten werden entweder von diesem Patienten selbst oder vom Arzt unterrichtet. Die Epidemiengesetze in den demokratischen Ländern regeln das genaue Vorgehen.
Bei der Syphilis wird beispielsweise etwa jeder zweite sexuelle Intimpartner eines an Syphilis erkrankten Menschen angesteckt. Etwa 30 % der Sexualpartner der an Syphilis erkrankten Person, wiesen innerhalb von 30 Tagen nach dem Sexualkontakt noch keine Symptome auf. Sie wurden aber gleichwohl angesteckt und würden ohne Behandlung auch an Syphilis erkranken. Deshalb sind Identifizierung und Behandlung aller Sexualpartner der jüngeren Vergangenheit eines an Syphilis Erkrankten ein wesentlicher Aspekt der Syphilisbekämpfung.
Ein erfolgreiches Partner-Notifikations-Programm für die HIV-Infektion beschrieb im renommierten „New England Journal of Medicine“ die Forschergruppe um Nathan Clumeck aus Belgien. Als eine belgische Frau in Antwerpen an Aids erkrankte, begann das Forscherteam die Infektionskette zu verfolgen. Die Frau gab als einzig mögliche Infektionskette einen afrikanischen Mann (=Indexpatient) an. Die Ärzte namen mit dem Mann Kontakt auf und befragten ihn. Er erinnerte sich noch zusätzlich an die Namen von 17 belgischen und einer afrikanischen Frau, mit denen er in den letzten drei Jahren sexuellen Kontakt hatte. Diese wurden informiert; drei waren bereits HIV-positiv getestet und 14 von ihnen willigten in einen HIV-Test ein. Sieben weitere waren HIV-positiv, also insgesamt 11 der 18 Frauen. Diese wiederum gaben teilweise ihre Sexualpartner für das weitere Partner Notifikation an.